# Circumvesuviana

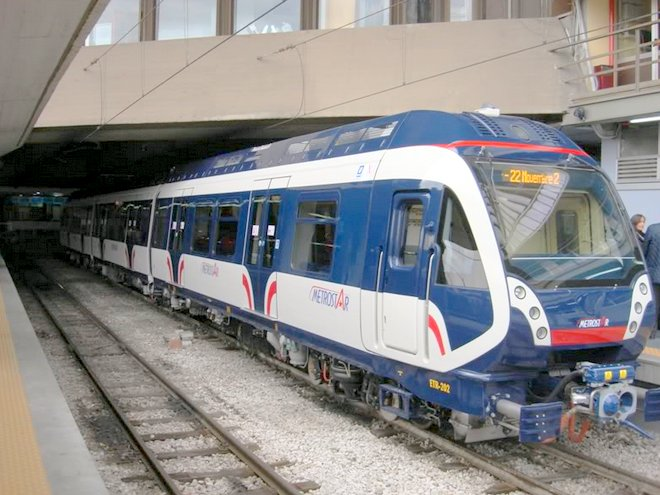
Naples - Gare du Circumvesuviana.

La Circumvesuviana est un réseau de chemin de fer suburbain situé dans l'agglomération et la périphérie de Naples et autour du Vésuve en Campanie (Italie). Il est exploité par la EAV, Ente autonomo Volturno, société privée qui exploite aussi les chemins de fer Cumana et Cirumflegrea, ainsi que le réseau de Metrocampania Nord-Est, la Ligne Arcobaleno et le téléphérique du Monte Faito (accessible à partir de la gare de Castellammare di Stabia).

## Le réseau exploité
Le réseau ferroviaire est à  voie étroite de 95 cm, en grande partie à double voie. Il est entièrement électrifié en courant continu 1500 V.
Il comprend trois axes principaux : 
- Naples - Sarno,
- Naples - Baiano,
- Naples - Sorrente,

ainsi que des lignes de raccordement entre ces axes.
Il réalise un circuit complet autour du Vésuve, desservant notamment Barra, Herculanum, Torre Annunziata, Pompéi et Poggiomarino.

## Lignes et gares
Le réseau ferroviaire exploité comprend 6 lignes et 96 gares :

### Ligne Naples Porta Nolana - Sorrento

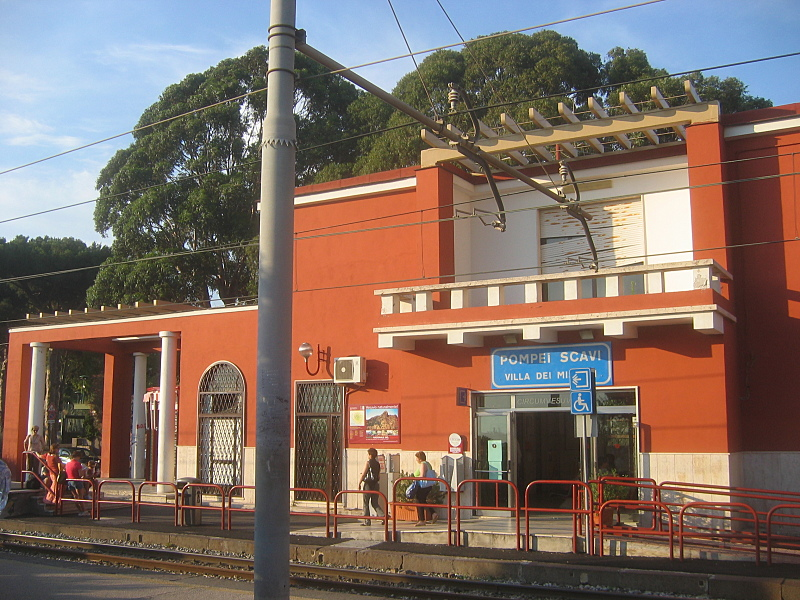
Gare de Pompei-Scavi - Villa dei Misteri

- Naples - Porta Nolana
- Naples - Garibaldi
- Via Gianturco
- San Giovanni a Teduccio
- Barra
- Santa Maria del Pozzo
- San Giorgio a Cremano
- Cavalli di Bronzo
- Bellavista
- Portici - Via Libertà
- Ercolano
- Ercolano - Miglio d'oro
- Torre del Greco
- Sant'Antonio
- Via Monte
- Via Monaci
- Villa delle Ginestre
- Leopardi
- Via Viuli
- Trecase
- Torre Annunziata
- Pompei Scavi - Villa dei Misteri
- Moregine
- Ponte Persica
- Pioppaino
- Via Nocera
- Castellammare di Stabia
- Pozzano
- Scrajo
- Vico Equense
- Seiano
- Meta
- Piano
- Sant'Agnello
- Sorrente

### Ligne Naples Porta Nolana - Sarno
- Naples - Porta Nolana
- Naples - Garibaldi
- Via Gianturco
- San Giovanni a Teduccio
- Barra
- Ponticelli
- Vesuvio/De Meis
- Cercola
- Pollena Trocchia
- Guindazzi
- Madonna dell'Arco
- Sant'Anastasia
- Mercato Vecchio
- Somma
- Rione Trieste
- Ottaviano
- San Leonardo
- San Giuseppe Vesuviano
- Casilli
- Terzigno
- Flocco
- Poggiomarino
- Striano
- San Valentino
- Sarno

### Ligne Naples Porta Nolana - Baiano
- Naples - Porta Nolana
- Naples - Garibaldi
- Centro Direzionale
- Poggioreale
- Botteghelle
- Volla
- Salice
- Casalnuovo
- La Pigna
- Talona
- Parco Pimonte
- Pratola P.
- Pomigliano d'Arco
- Castello di Cisterna
- Brusciano
- De Ruggiero
- Via Vittorio Veneto
- Marigliano
- San Vitaliano
- Scisciano
- Saviano
- Nola
- Cimitile
- Camposano
- Cicciano
- Roccarainola
- Avella
- Baiano

### Naples Porta Nolana - Acerra
- Naples - Porta Nolana
- Naples - Garibaldi
- Centro Direzionale
- Poggioreale
- Botteghelle
- Volla
- Salice
- Casalnuovo
- La Pigna
- Talona
- Parco Pimonte
- Pratola P.
- Pomigliano d'Arco
- Alfa Lancia 2
- Alfa Lancia 4
- Acerra

### Naples Porta Nolana - Poggiomarino
- Naples - Porta Nolana
- Naples - Garibaldi
- Via Gianturco
- San Giovanni a Teduccio
- Barra
- Santa Maria del Pozzo
- San Giorgio a Cremano
- Cavalli di Bronzo
- Bellavista
- Portici - Via Libertà
- Ercolano
- Ercolano - Miglio d'oro
- Torre del Greco
- Sant'Antonio
- Via Monte
- Via Monaci
- Villa delle Ginestre
- Leopardi
- Via Viuli
- Trecase
- Torre Annunziata
- Boscotrecase
- Boscoreale
- Pompei
- Scafati
- San Pietro
- Cangiani
- Poggiomarino

### Ligne Naples Porta Nolana - San Giorgio a Cremano
- Naples - Porta Nolana
- Naples - Garibaldi
- Centro Direzionale
- Poggioreale
- Botteghelle
- Madonnelle
- Argine Palasport
- Villa Visconti
- Vesuvio/De Meis
- Bartolo Longo
- San Giorgio a Cremano

## Parc de matériel roulant
Sur la ligne Napoli-Sorrento, il y a des omnibus